# Ranto Panyang (Juli)
Ranto Panyang is een bestuurslaag in het regentschap Bireuen van de provincie Atjeh, Indonesië. Ranto Panyang telt 529 inwoners (volkstelling 2010).